# VIH/SIDA Madagascar

## INTRODUCTION
A Madagascar le premier depistage a était reveler en 1987 dont 170 Des consultants ont étaients seropositifs ou portant saines et 36 cas sont atteintes du SIDA ces chiffres ont été declarer en 23Mars 1998 selon Les experts du cabinets Dans la capitale.
Actuellement le VIH/SIDA est devnue un sujet préoccupante face à la propagation du virus par Des differentes infections ,ce sont Les jeunes et en particuliers Les femmes enceintes sont atteintes du maladies transmissibles.

### Definition du VIH/SIDA
VIH : C'est le nom de la virus (Virus de l'Immunodéficiense Humaine)
SIDA : Cette maladie concerne la phase la plus avancé du virus quand la virus n'est pas traité (Syndrome d'Immunodéficiense Acquise)

#### MODE DE TRANSMISSION DE LA MALADIE
cette maladie peuvent se transmettre facilement par examples : le rapport sexuelle non protéger, transfusion sanguine, matérieles médicaux non stérilisés,utilisation du seringue contaminé et aussi Les mères enceintes atteintes de la syndrome pouvaient transmettre la maladie a la foetus ou Bien au moment de l'accouchement.